# Valiatrella
Valiatrella is een geslacht van rechtvleugeligen uit de familie krekels (Gryllidae). De wetenschappelijke naam van dit geslacht is voor het eerst geldig gepubliceerd in 2005 door Gorochov.

## Soorten
Het geslacht Valiatrella omvat de volgende soorten:
- Valiatrella bimaculata Chopard, 1928
- Valiatrella laminaria Liu & Shi, 2007
- Valiatrella multiprotubera Liu & Shi, 2007
- Valiatrella pulchra Gorochov, 1985
- Valiatrella sororia Gorochov, 2002